# La morte segue i magi
La morte segue i magi è un romanzo scritto da Hans Tuzzi, pseudonimo di Adriano Bon, pubblicato nel 2009. È un romanzo di genere poliziesco, in cui ritorna sia il personaggio del colto e raffinato vicequestore commissario Norberto Melis, già apparso in quattro precedenti opere dell'autore, sia l'ambientazione milanese.

## Trama
Il commissario Melis, nella Milano del 1984, indaga sulla morte apparentemente fortuita di un restauratore di opere d'arte, certo Walter Cenzatti, trovato affogato in una pozzanghera di un giardino pubblico milanese. Mentre la sua squadra è indaffarata nella cattura di un pericoloso latitante, Melis sembra concentrato piuttosto su questa morte solitaria, sospettoso che si tratti di un assassinio premeditato e non di un banale incidente, come i primi superficiali rilievi hanno fanno pensare.
I suoi sospetti trovano maggior fondamento quando viene scoperto un secondo cadavere, quello di un ex falsario redento, Leone Maggi, ucciso con una stilettata alla gola nel suo appartamento. Rilevati alcuni curiosi indizi, lasciati di proposito intorno al morto, il commissario non fatica ad individuare anche una possibile connessione tra le due uccisioni. Entrambi i deceduti, infatti, sono coinvolti nel recente ritrovamento di due preziose opere d'arte, un dipinto di Rembrandt e un libro medievale di preghiere, finemente miniato e cesellato, entrambi raffiguranti l'episodio evangelico dell'"Adorazione dei Magi" ed entrambi prossimi ad essere venduti da una prestigiosa casa d'aste di Londra. L'indagine prosegue dunque nel complicato sottobosco dei cultori dell'arte e delle antichità, tra critici accademici in costante contrapposizione tra loro, colti studiosi, abili contraffattori, ricchi collezionisti, case d'aste e nobili decaduti, mentre nuove e sempre più illustri uccisioni vengono a complicare la materia.
Sullo sfondo di una città uggiosa e fredda, vissuta con un tormentato miscuglio d'amore e odio, ma soprattutto con un'incoffessata e malinconica nostalgia per la sua perduta identità, il commissario assiste quasi come semplice spettatore al sorprendente sviluppo degli eventi, di cui lui intuisce (e previene) il dipanarsi, pur senza quasi mai intervenire in modo determinante sul loro procedere.
In parallelo alla vicenda delittuosa si racconta anche della vita privata del protagonista, la cui relazione con la moglie Fiorenza sembra destinata ad un destino incerto. Mentre il compagno indaga e si allontana spiritualmente da lei, la giovane donna attraversa un momento professionale molto difficile, dovendo assistere impotente all'incorporazione della sua piccola e quasi artigianale casa editrice ad opera di un potente, ma inarrestabile gruppo editoriale nazionale, i cui spregiudicati manager manifestano scarso interesse per la conservazione della raffinata e colta (ma scarsamente redditizia) linea editoriale che Fiorenza ha per tanti anni personalmente curato.

## Edizioni
- Hans Tuzzi, La morte segue i magi, Varianti, Bollati Boringhieri, 2009,  p. 312, ISBN 978-88-339-1972-0.